# Majid Adibzadeh
Majid Adibzadeh (en persan: مجید ادیب‌زاده, né en 1980) est un écrivain et chercheur iranien dans les domaines politique, histoire, culture et la problématique de sciences humaines de l'Iran.

## Recherche
Il a publié des livres sur les sujets comme "les théories de la démocratie", "les sciences humaines et l’université en Iran",,,, "l’origine de la  rationalité moderne et la genèse de la modernité en Iran",,, "la genèse de l'État moderne iranienne", "les conditions historiques de la pensée scientifique en Iran",, "la littérature moderne persane et la culture politique iranienne",,,, et "les discours iraniens et le défis politiques entre l'Iran et l'Occident",.